# Brett Kern
Brett Alan Kern (* 17. Februar 1986 in Grand Island, New York) ist ein ehemaliger US-amerikanischer American-Football-Spieler auf der Position des Punters. Er spielte nach einer erfolgreichen Collegekarriere bei den Toledo Rockets für die Denver Broncos, Tennessee Titans und Philadelphia Eagles in der National Football League (NFL).

## College
Kern besuchte die University of Toledo und spielte von 2004 bis 2007 für deren Team, die Rockets, als Punter College Football. In seiner ersten Saison erzielte er 40,6 Yards je Punt. Nur 18 seiner 44 Punts wurden zurückgetragen, zwölf platzierte Kern innerhalb der 20-Yard-Linie. Aufgrund einer Verletzung verpasste er jedoch zwei Spiele. 2005 konnte er einen Durchschnitt von 39,5 Yards je Punt vorweisen. Zweimal warf er auch einen Pass bei einem Fake-Punt, wobei er einen davon für 34 Yards und einen neuen ersten Versuch komplettierte. Als Junior konnte er einen Schnitt von 41,7 Yards je Punt vorweisen, wobei sein längster Punt über 69 Yards ging. 21 von 60 Punts platzierte Kern dabei innerhalb der 20-Yard-Linie.
Sein bestes Jahr war die Saison 2007, als er Finalist für den Ray Guy Award war und zum Third-Team All-American gewählt wurde. Sein Punt-Durchschnitt von 46,1 Yards je Punt war der zweitbeste der Nation und brachte ihm den Titel des MAC Special Teams Player of the Year ein. Sein Karrieredurchschnitt betrug 42,3 Yards je Punt. Zum 100-jährigen Jubiläum der Rockets 2017 wurde Kern auf Platz 31 des All-Century-Teams gewählt.

## NFL

### Denver Broncos
Er fand beim NFL Draft 2008 keine Berücksichtigung, wurde aber am 28. April 2008 von den Denver Broncos als Undrafted Free Agent verpflichtet. In der Saisonvorbereitung konnte er sich gegen seinen Kontrahenten Sam Paulescu durchsetzen und lief in der Folge bereits in seiner Rookiesaison als alleiniger Punter auf. Er konnte mit 46,7 Yards je Punt den zweitbesten Wert und mit 37,8 Netto-Yards (Raumgewinn nach Abzug von Returns und Touchbacks) je Punt den neuntbesten Wert der  American Football Conference (AFC) vorweisen. Für seine Leistungen wurde er ins All-Rookie-Team gewählt.
Auch 2009 war Kern der Punter und Holder der Broncos. Diese waren jedoch mit Kerns Unbeständigkeit beim direktionalen Punten und seiner Vorliebe für lange, niedrige Punts, die ideal zu returnen waren, unzufrieden. Er belegte mit 46,1 Yards je Punt Platz zehn in der NFL, nachdem ein Punt von Darren Sproles im Spiel gegen die San Diego Chargers für einen Touchdown zurückgetragen wurde, jedoch mit 34,5 Yards je Punt nur Platz 27 für Netto-Yards. Kern verursachte zudem bei nur 27 Punts sechs Touchbacks, platzierte aber auch neun innerhalb der 20-Yard-Linie. Von den Broncos wurde er daraufhin nach nur 6 Spielen am 26. Oktober 2009 entlassen.

### Tennessee Titans
Kern wurde bereits am Folgetag von den Tennessee Titans verpflichtet und kam in allen zehn Spielen der Saison zum Einsatz. Er puntete 37 mal für 1.665 Yards, wobei er 18 Punts innerhalb der ersten 20 gegnerischen Yards platzierte. 2010 spielte er erstmals alle 16 Spiele für die Titans. Er trat 77 Punts für 3.302 Yards und einem Nettoschnitt von 39,6 Yards je Punt, was den fünftbesten Wert in der AFC darstellte. Im Februar 2011 verlängerten die Titans Kerns Vertrag um mehrere Jahre.
2012 brach er erstmals den Franchiserekord für Netto-Yards je Punt und brach 2014 dann ebendiesen Rekord erneut. Ebenfalls 2014 brach er mit einem 79-Yard-Punt gegen die Indianapolis Colts einen weiteren Franchiserekord. 28 seiner insgesamt 88 Punts landeten dabei innerhalb der ersten 20 gegnerischen Yards. Im März 2015 erhielt er einen Fünfjahresvertrag in Höhe von 15 Millionen US-Dollar. 2016 wurde Kern der erste Punter in der NFL-Historie, der mehr als 80 Punts schoss und dabei weniger als zwei Touchbacks verursachte und gleichzeitig einen Netto-Durchschnitt von über 40 Yards je Punt erzielte.
2017 erzielte er seine bisher beste Saison, als er durchschnittlich 49,7 Yards puntete und netto für 44,6 Yards puntete. Beides brach die von ihm selbst gehaltenen Franchiserekorde, und bei Nettoyards hält er seitdem die Top Sechs in der Franchisegeschichte. Sein Nettowert war der zweitbeste in der NFL-Geschichte und sein Bruttowert der achtbeste. Für diese Leistungen wurde er erstmals in den Pro Bowl berufen, sowie zum second-team All-Pro gewählt. Anfang der Saison 2017 brach Kern im Spiel gegen die Miami Dolphins zudem einen weiteren Rekord, als er der erste NFL-Punter wurde, der in einem Spiel mindestens zehnmal puntete und dabei einen Nettoschnitt von über 50 Yards je Punt aufweisen konnte.
2018 wurde er erneut in den Pro Bowl berufen. Dies geschah nach einer Saison, in der Kern einen Durchschnitt von 47,1 Yards je Punt brutto und 41,7 Yard je Punt netto erzielte. Er platzierte 39 Punts innerhalb der ersten 20 gegnerischen Yards und verursachte nur drei Touchbacks. Im März 2019 verlängerten die Titans seinen Vertrag um weitere vier Jahre, obwohl sein bestehender Vertrag noch eine Saison gelaufen wäre. Die Vertragsverlängerung hatte einen Wert von 12,55 Millionen US-Dollar, davon 2,2 Millionen als Unterschriften-Bonus.
2019 konnte er mit 37 Punts innerhalb der 20 den Bestwert der Liga erzielen. Mit acht Punts innerhalb der 20 im Spiel gegen die Denver Broncos konnte Kern zudem einen NFL-Rekord einstellen. Zudem konnte er 39 Punts über 50 Yards verbuchen. Dafür wurde er ins First-team All-Pro gewählt. Auch in den Pro Bowl wurde er gewählt.
Am 7. November 2020 wurde Kern auf der Injured Reserve List platziert, nachdem er sich bei einem Hit nach einem Passversuch aufgrund eines misslungenen Long Snaps während eines Extrapunktversuchs im vierten Quarter gegen die Cincinnati Bengals am 8. Spieltag eine Handgelenksverletzung zugezogen hatte. Bis zu seiner Verletzung hatte Kern zwanzig Punts gekickt, von denen elf innerhalb der 20-Yard-Linie landeten. Er hatte bis dahin einen Bruttoschnitt von 48,3 und einen Nettoschnitt von 41,4 Yards/Punt. Am 24. November 2020 wurde Kern als designated to return (dt.: zur Rückkehr vorgesehen) markiert und vier Tage später in den Kader zurückgeholt. Im Verlauf der weiteren Saison konnte er seine Werte auf 36 Punts, davon 21 innerhalb der 20, für einen Durchschnitt von 45,8 (Brutto) bzw. 41,4 (Netto) bringen. Vor dem letzten Spieltag wurde er auf der Injured-Reserve/COVID-19-Liste platziert. Kern konnte noch vor dem letzten Saisonspiel wieder aktiviert werden. Ende August 2022 entließen die Titans Kern nach 13 Saisons.

### Philadelphia Eagles
Am 12. Dezember 2022 verpflichteten die Philadelphia Eagles Kern, nachdem Arryn Siposs verletzungsbedingt ausfiel. Ursprünglich im Practice Squad, wurde er am 7. Januar 2023 in den aktiven Kader aufgenommen. Mit den EDagles erreichte er den Super Bowl, wo er allerdings aufgrund der Rückkehr von Siposs inaktiv war. Am 1. Juni 2023 gab Kern seinen Rücktritt vom Profisport bekannt.

### Statistiken
| Saison | Team        | Punts | Yards  | Schnitt | Geblockt | Längster |
| ------ | ----------- | ----- | ------ | ------- | -------- | -------- |
| 2008   | DEN         | 46    | 2.150  | 46,7    | 0        | 64       |
| 2009   | DEN         | 27    | 1.245  | 46,1    | 0        | 67       |
| 2009   | TEN         | 37    | 1.665  | 45,0    | 0        | 64       |
| 2009   | 2009 Gesamt | 64    | 2.910  | 45,5    | 0        | 67       |
| 2010   | TEN         | 77    | 3.302  | 42,9    | 0        | 68       |
| 2011   | TEN         | 86    | 3.747  | 43,6    | 0        | 64       |
| 2012   | TEN         | 81    | 3.855  | 47,6    | 2        | 71       |
| 2013   | TEN         | 78    | 3.386  | 43,4    | 1        | 63       |
| 2014   | TEN         | 88    | 4.118  | 46,8    | 1        | 79       |
| 2015   | TEN         | 88    | 4.175  | 47,4    | 0        | 61       |
| 2016   | TEN         | 77    | 3.402  | 44,2    | 0        | 71       |
| 2017   | TEN         | 75    | 3.728  | 49,7    | 0        | 74       |
| 2018   | TEN         | 74    | 3.483  | 47,1    | 1        | 62       |
| 2019   | TEN         | 78    | 3.672  | 47,1    | 0        | 70       |
| 2020   | TEN         | 36    | 1.649  | 45,8    | 0        | 66       |
| 2021   | TEN         | 47    | 2.105  | 44,8    | 0        | 59       |
| 2022   | PHI         | 10    | 408    | 40,8    | 0        | 53       |
| Gesamt | Gesamt      | 1.006 | 46.136 | 45,9    | 5        | 79       |

## Persönliches
Kern ist der Sohn von Cal Kern, einem ehemaligen Profifußballtorhüter. Er ist verheiratet und hat drei Kinder: einen Sohn und zwei Töchter.